# Medina Azahara
De Medina Azahara zijn de ruïnes van een grote ommuurde Arabische stad gelegen ongeveer 8 kilometer ten westen van de Spaanse stad Córdoba en zijn sinds 2018 Unesco Werelderfgoed.

## Geschiedenis

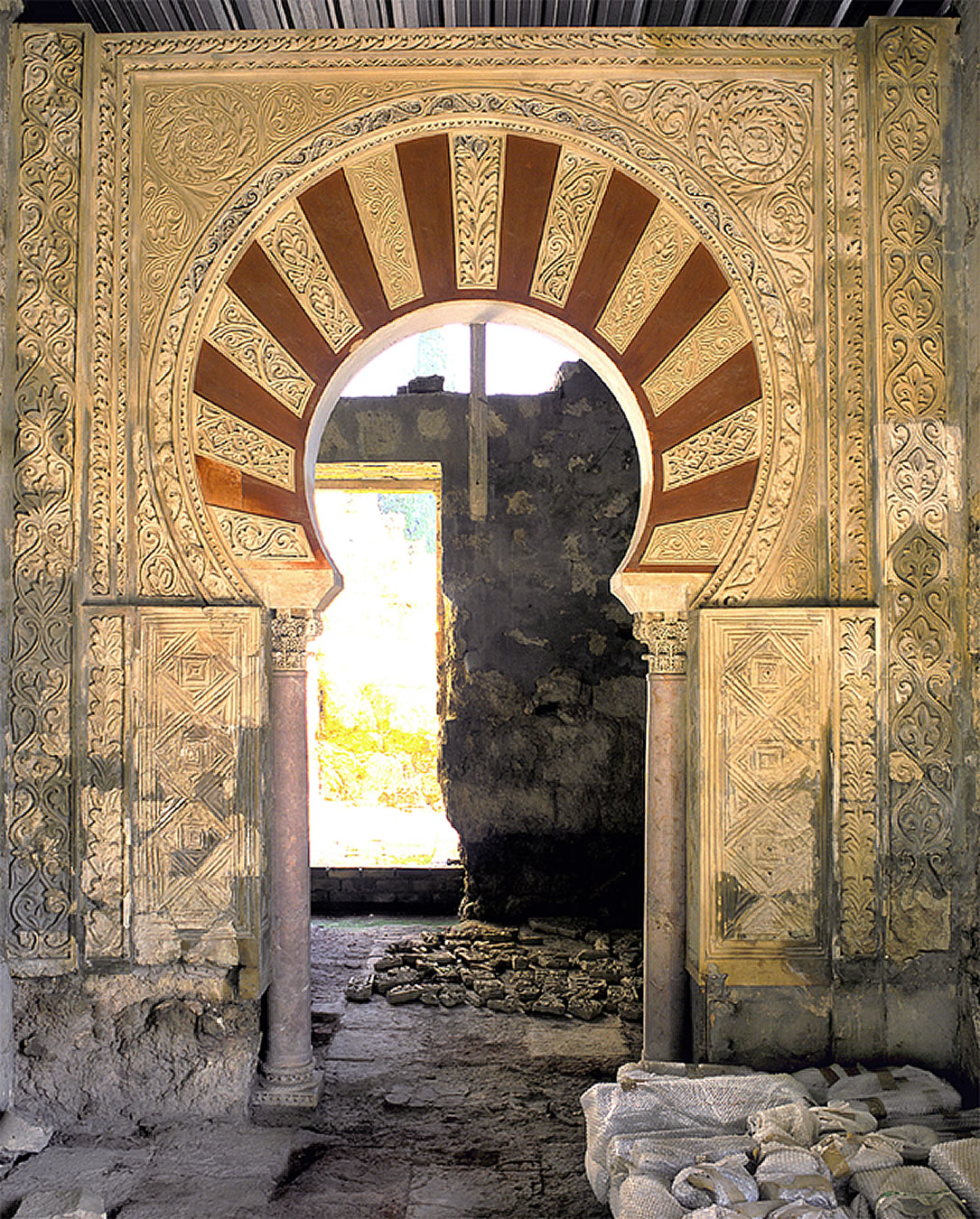
Casa Real, Dar al-Mulk in Medina Azahara

Met de bouw werd tussen 936 en 940 begonnen in opdracht van Abd al-Rahman III, de heerser van het Kalifaat Córdoba en verder voltooid door zijn zoon Al-Hakam II. De grootte en de pracht van de nieuwe hoofdstad worden vaak gezien als een reactie van Abd al-Rahman nieuwe politieke-religieuze status. Binnen de stadsgrenzen bevond zich de regeringszetel van Al-Andalus. Al in 1010 werd Medina Azahara veroverd en vernietigd als gevolg van de Burgeroorlog (Fitna de al-Ándalus) die het kalifaat tot de ondergang bracht. In de daarop volgende eeuwen werden de plunderingen voortgezet en het kostbare bouwmateriaal gebruikt voor de bouw van latere bouwwerken. 

## Opgravingen
Aan de hand van de vertaling van Pascual de Gayangos y Arce van de Arabische tekst Nafh al-Tib kon de locatie van Medina Azahara in 1843 geïdentificeerd worden. Al een jaar later probeerde Gayangos en Pedro de Marazo opgravingen te starten in het gebied. Doordat het land indertijd privé-eigendom was konden de opgravingen toen niet doorgaan. In de jaren 1910 werd begonnen met het opgraven van de ruïnes. In 2017 werd er een gebouw op de site ontdekt die in de tijd van het kalifaat een administratieve functie had. Drie jaar later was slechts zo'n 10% van het gebied van 112 hectare bloot gelegd. In dat jaar werd ook een poort van de stad onder het puin vandaan gehaald.

## Museum
Een museum werd op de rand van de ruïne gebouwd. Het museum werd bewust grotendeels ondergrond gebouwd om zo min mogelijk schade aan te brengen aan de ruïnes. Dit museum werd in 2012 uitgeroepen tot Europees museum van het jaar. Vanaf het museum kunnen bezoekers met een bus naar de ruïnes.